# Megastachya
Megastachya là một chi thực vật có hoa trong họ Hòa thảo (Poaceae).

## Loài
Chi Megastachya gồm các loài: